# James Scullin
James Henry Scullin (Trawalla, 18 settembre 1876 – Melbourne, 28 gennaio 1953) è stato un politico australiano, nono primo ministro del suo Paese.
Figlio di un ferroviere di origini cattolico-irlandesi, dopo la licenza elementare, lavorò come droghiere a Ballarat mentre studiava alle scuole serali e frequentava la biblioteca pubblica. Nel 1903 si iscrisse nel partito laburista australiano e divenne un organizzatore del sindacato ed editore del quotidiano laburista di Ballarat, Evening Echo (eco della sera). Per tutta la vita egli fu un devoto cattolico.

## Carriera politica
Nel 1906 Scullin tentò di conquistare per il suo partito un seggio al parlamento federale ma fu sconfitto da Alfred Deakin. L'impresa gli riuscì nel 1910, ma perse il seggio dopo solo tre anni. Riprese a guidare come editore l'Evening Echo, riuscendo a divenire uno dei più autorevoli oratori laburisti e un esperto in materia finanziaria. Scullin fu un fermo oppositore dell'introduzione della coscrizione obbligatoria e dopo la prima guerra mondiale venne emarginato a causa del suo pacifismo. Nel 1922 riuscì a riconquistare il seggio in parlamento e, in seguito alle dimissioni di Matthew Charlton, nel 1928 assunse la guida del partito laburista.
Appena un anno più tardi, nel 1929, Scullin vinse le elezioni anticipate che seguirono alla caduta del governo conservatore di Stanley Bruce e divenne il primo premier cattolico della storia australiana. Tuttavia, la sua fu una vittoria dimezzata, poiché i conservatori della coalizione formata dal partito nazionalista e agrario mantennero la maggioranza al senato. Come se ciò non bastasse, due giorni dopo l'insediamento del governo Scullin si verificò il crollo di Wall Street che diede il via alla Grande Depressione.
Gli effetti colpirono l'Australia nel 1930, con il collasso delle esportazioni agricole e i conseguenti licenziamenti di massa. Il governo Scullin si spaccò tra la fazione keynesiana guidata dal ministro del Tesoro Ted Theodore e i fautori di una tradizionale politica deflazionista guidata dai ministri Joseph Lyons e James Fenton.
Nel giugno del 1930 Theodore fu costretto a rassegnare le dimissioni in seguito alle conclusioni della Reale Commissione del Queensland che lo criticò per la sua condotta in uno scandalo ("Mungana affair") che coinvolgeva il governo del Queensland, all'epoca dei fatti guidato dallo stesso Theodore. Pertanto, Scullin assunse anche il portafoglio del Tesoro. Mentre Scullin si trovava a Londra, dove ottenne dei tassi di interessi più vantaggiosi per il debito estero del suo paese, Giorgio V, su pressione dello stesso Scullin, nominò controvoglia il primo governatore generale di natali australiani, facendo infuriare i circoli conservatori che vedevano nel governatore Sir Isaac Isaacs un repubblicano.
Mentre Scullin si trovava in Inghilterra Fenton, in qualità di primo ministro facente funzione, e Lyons, che aveva assunto provvisoriamente la guida del Tesoro, proseguirono una politica deflazionistica incontrando la forte opposizione della base laburista. A seguito delle raccomandazioni della Banca di Inghilterra, Scullin appoggiò i due ministri facendo scoppiare una furiosa battaglia politica all'interno del proprio partito.

## Declino e sconfitta
Durante il 1931 il governo Scullin si disintegrò. A gennaio il premier tornò nel suo paese e riassegnò al keynesiano Theodore il ministero del Tesoro. Per reazione Fenton e Lyons si dimisero dal governo e si unirono ai conservatori del partito nazionalista. L'opposizione formò il partito dell'Australia Unita o Uap guidata dallo stesso Lyons. Nello stesso tempo il primo ministro laburista del Nuovo Galles del Sud Jack Lang fondò una fazione di sinistra del labor che si batteva per ripudiare il debito estero e per altre misure radicali. La costituzione di questa fazione fece perdere definitivamente la maggioranza parlamentare al governo in carica che fu sfiduciato nel novembre 1931, grazie al determinante contributo del Lang Labor che unì i propri voti a quelli dell'opposizione conservatrice.
Alle elezioni anticipate del dicembre 1931 i laburisti subirono una pesante sconfitta (dei 47 seggi che detenevano nel precedente parlamento ne conservarono solo 14 mentre il Lang Labor ne conquistò altri 4), e Lyons divenne primo ministro. Scullin fu traumatizzato ma rimase alla guida del partito che guidò a una nuova sconfitta nelle elezioni del 1934. Dopo la sfortunata tornata elettorale Scullin rassegnò le dimissioni da leader laburista ma conservò il suo scranno parlamentare e nel 1941, con il ritorno al governo dei laburisti, divenne consigliere dei premier John Curtin e Ben Chifley. Nel 1949 Scullin si ritirò dalla vita politica e nel 1953 morì a Melbourne all'età di 76 anni. Gli storici lo giudicarono come un politico avveduto che fu travolto da sfortunati eventi.